# گیبن (مینه‌سوتا)
گیبن، مینه‌سوتا (به انگلیسی: Gibbon, Minnesota) یک شهر در ایالات متحده آمریکا است که در شهرستان سیبلی، مینه‌سوتا واقع شده‌است.

## خصوصیات
گیبن ۲٫۲۸ کیلومترمربع مساحت و ۷۷۲ نفر جمعیت دارد و ۳۲۰ متر بالاتر از سطح دریا واقع شده‌است.